# IC 3159
IC 3159 ist eine Balken-Spiralgalaxie vom Hubble-Typ SB im Sternbild Jungfrau auf der Ekliptik. Sie ist schätzungsweise 350 Millionen Lichtjahre von der Milchstraße entfernt.
Das Objekt wurde am 7. Mai 1904 von Royal Harwood Frost  entdeckt.